# Ел Мами Тетах
Ел Мами Тетах (роден на 12 ноември 2001 г.) е мавритански професионален футболист, който играе като крило за българския клуб от Първа лига Арда Кърджали под наем от турския отбор Аланияспор .

## Професионална кариера
Юноша на мавританския клуб ACS Ksar, Tetah премина в турския клуб Alanyaspor на 27 януари 2021 г.  Той направи своя професионален дебют за Аланияспор като късен резерв при загубата с 1:0 в мач от туската Супер лига за отбор на  Сиваспор на 4 декември 2021 г. 

## Международна кариера
Тетах представляваше отбора на Мавритания U20 на Купата на африканските нации U-20 през 2021 г. 